# ビニ本
ビニ本（ビニぼん）とは、1970年代末から1980年代初頭にかけてブームとなった過激な露出を売りにした成人向け書籍（いわゆるエロ本）のこと。
現在ではほぼ死語となっている。

## 概要

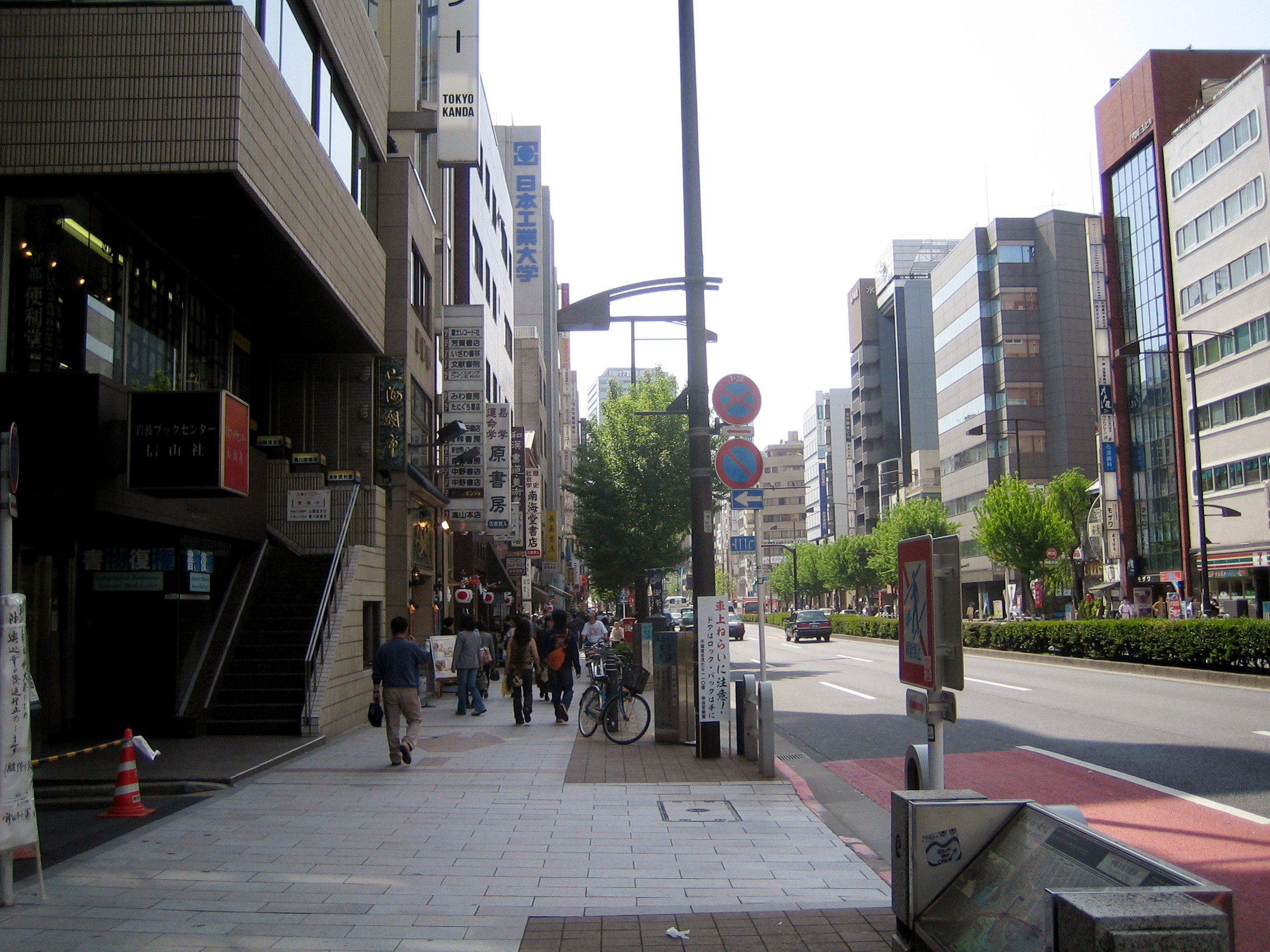
ビニ本ブーム発祥の地、芳賀書店神田古書センター店（2018年閉店）

神田神保町の芳賀書店が、この種の本を陳列・販売する際、店頭での立ち読み防止のためビニール（正確にはポリエチレン製）の袋で包装し、内容が見られないようにしたことに由来する。
1960年代末よりアダルトショップや通販などで販売されていたらしいが、1970年代中頃よりその数が増加し、特価本（ゾッキ本）の体裁で古書店にも販路を拡大した。1979年からはビニ本に特化した専門書店ができて大々的に売られるようになり、ビニ本ブームとなった。1980年代中頃よりアダルトビデオが普及するに伴い、1985年頃にはブームが終息し、1987年頃にはビニ本は制作されなくなった。
注意すべきなのはその流通経路である。ビニ本の仕入れに関しては、出版取次を介さず書店が出版社と直接取引をするという点で、出版取次を介して配本される普通のエロ本とは一線を画する。また、同時期に流行したエロ本である「裏本」や「自販機本」とも流通経路が異なり、出版史上の位置づけも異なる。
1990年代以降にはいわゆる「有害図書」の排除気運が高まり、コンビニエンスストアや一般の書店で販売される普通のエロ本にも、ビニール袋に入れて販売される陳列スタイルを取る物も現れたが、ここで言う「ビニ本」とは異なる。1979年当時、ビニ本をビニールに入れて陳列してあったのは、あくまで「客の立ち読みを防いで回転率を上げる」という小売店の経営上の問題であり、「中身を公共の場で公開されることが好ましくない」という倫理的な要因ではない。なお、書籍をビニール袋に入れたり、あるいはひもで縛ったり、シールで小口を閉じたりと言った陳列方式自体は、立ち読みや同梱の付録の紛失・盗難防止などの目的で、エロ本に限らず一般書・雑誌などでも行われている。

## 歴史

### 起源
ビニ本のルーツは、1960年代末年頃より大人のオモチャ屋や通販などで流通していた「グラフ誌」と呼ばれるエロ雑誌にある。当初は海外ポルノの流用が主流だったが、次第に日本人女性の撮り下ろしへと変わっていった。当時からポリエチレン製の袋に入っていたため「袋物」「ビニール本」などと呼ばれたが、当時は海外輸入物（洋ピン）の雑誌のモデルの局部に対しても執拗な修正が施してあるなど、それほど露出度が高いわけでは無かった。
この種の本は日販・トーハンなどの取次を通さず、出版されたものがそのまま特価本（ゾッキ本）と言う体裁で古書店に流れる流通経路が確立され、特価本卸を通して古書店にも出回るようになった。
この時期のベストセラーとしては、『下着と少女』シリーズ（1971年 - 、松尾書房）などがある。

### ブーム初期
ビニ本ブームの発祥の地は神田神保町の芳賀書店とされる。芳賀書店のエロ本コーナーの売れ行きが良かったため、エロ本コーナーの拡大に際して立ち読み禁止の為にエロ本にポリ袋をかけたところ、客の回転率が跳ね上がった。そこで1979年、ビニ本に特化した支店である「芳賀書店 神田古書センター店」を開店したところ、ニュースや雑誌にも取り上げられるほどとなり、一躍ビニ本がブームとなった。もともと芳賀書店は、古書の街・神保町という一等地に店を構え、書籍販売業よりも学術書などの出版業をメインとしていたが、経営難のために成人向け雑誌をビニール袋に入れて販売するようになると年商が3億を超え、その金で本社ビルを新築するほどであった。1981年には、「ツービート」として人気絶頂期のビートたけしも『俺は絶対テクニシャン』で「うーん、ビニ本！」「芳賀書店！」と叫び、「週刊少年マガジン」で連載中の『1・2の三四郎』（1981年度講談社漫画賞少年部門受賞）でも主人公が芳賀書店で大量のビニ本を購入する姿が描かれるなど、1981年当時は広く人口に膾炙していた。神田古書店街の多くの古書店と特価本卸がビニ本屋に鞍替えし、神田神保町はビニ本の聖地となった。
ビニ本の爆発的な流行に伴い、多数のメーカーが設立され、多数のビニ本が出版されるようになった。1980年に出版された岡まゆみの『漫熱』はベストセラーとなり、一般新聞、TVでも大きく取り上げられた。
小規模な書店や個人経営の書店では店の奥に成人コーナーを設け販売することが多かったが、ビニ本ばかり揃えた専門書店も存在した。神田神保町や歌舞伎町にはそのような専門書店がたくさん存在し、神田神保町に3店舗を構えた芳賀書店が代表的な書店であった。最盛期にはビニ本を出した出版社は30～40社もあり、一ヶ月に新作が120冊も出た。発行部数は月130万～140万部だったともいわれる（『週刊朝日』1980年9月19日号）。
ビニ本ブームの影響で、それまで隆盛していた自販機本はビニ本に押されるようになり、1980年頃を最盛期として、衰退の道へと入る。自販機本は、表紙と数枚のグラビアが多少エロい他はサブカル色が強い内容だったりと、エロ目的で読んだ人はがっかりする場合が多かったのに対し、ビニ本は価格が2000円くらいと、自販機本よりかなり高価だったが、露出度が高く、質が高かった。
ビニ本は次第に露出度を高め、過激さを増した。当初は墨でのベタ塗りによる消しであったが、ショーツの布地を一枚にすることで下着の向こうがうっすらと透けて見える「スケパン」の手法が1980年に開発された。1980年代当時の日本では陰部よりも「陰毛（ヘア）」が猥褻の基準であると考えられていたため、うっすらでも「陰毛」が見えるビニ本は当時の青少年にとって衝撃的であった。モデル女性が着用した下着は当初、陰部がやや透けて見えるか見えないかの程度であったが、次第に下着の透明性が増していき、あるいは下着に代えて極薄のレース布を軽く被せて済ませたり、下着を着けずにパンティストッキングを直穿きさせたりするなど、ヘアのみならず女性器・陰部までが透けて見えるようになった。このような書籍がビニール袋に入れて公然と書店で販売されるようになったことから、警察に目を付けられ、1980年には芳賀書店の芳賀専務が逮捕されるなど、摘発が相次ぎ、1982年には第1次ビニ本ブームは終息する。

### ブーム後期
1981年秋頃より無修正の「裏本」が出回り始めた。裏本はビニ本と違って非合法であり、1冊1万円くらいと、ビニ本と比較しても極めて高かったが、飛ぶように売れた。
裏本に対抗するかのように、1983年には露出度を高めたビニ本である「ベール本」が登場した。ベール本は局部を薄いベールで覆っただけで、性器の形状がはっきりと見えており、ほとんど無修正と変わらなかったので、当時の青少年にとっては強烈だった。この時期が第二次ビニ本ブームである。
裏本は「カラミ」のある本が多かったのに対し、ビニ本は裸体の女性が単独で大開脚などのポーズを取るスタイルのものが多かった。ビニ本は露出度を高めると同時に、官能的な雰囲気を演出していた。股間を見せるだけでお金になるというので、モデルになる女性を探すのに苦労はあまりなかったらしい。それで、たくさん出版された。ビニ本はA4判52ページが主流であった。
いずれにしても、1980年代中頃には「動くビニ本」ことアダルトビデオが普及し始めたため、裏本とビニ本はともに衰退の道を歩むことになる。

### 衰退
1984年頃より、裏本を流用したビニ本が流通し始めた。これは「スミベタ本」と呼ばれ、裏本の版に黒色の修正印刷が上書きされたものであり、裏本の表バージョンとでもいえるものであった。こちらも当初はかなり広い範囲まで真っ黒の修正印刷がかかっていたが、やがて修正範囲がぎりぎりまで狭められるとともに薄い灰色の修正に変わっていき、男女性器の結合部分が透けてみえるようになっていった。この頃になると、ビニ本は裏本を流用した「スミベタ本」か、既刊本を流用した「再生本」ばかりとなり、新刊はほとんどなくなっていった。
1985年には新風営法が施行され、ビニ本に対する規制が厳しくなると、ビニ本を扱っていた書店は次々と撤退し、1986年には芳賀書店もビニ本の取り扱いを止めた。1987年頃にはビニ本は全く作られなくなり、ブームは終息する。

### その後
ビニ本の衰退後、一部のメーカーは裏本の製造に転換し、また九鬼出版（KUKI）など一部のメーカーはアダルトビデオ製造の業態に転換することで活動を継続したが、ほとんどのビニ本メーカーはつぶれた。芳賀書店はアダルトVHSの販売をメインの業態に転換した。
一方で、1980年代後半より在京の大手出版社もアダルト誌を続々刊行するようになり、エロ本がコンビニエンスストアや大手書店でも堂々と販売されるようになった。ビニ本はベストセラーと言ってもせいぜい数万部だったが、書店からコンビニ売りへと主戦場を移したエロ雑誌は部数が10万部を超えるのも珍しくなく、ビニ本とは比較にならない。
1980年代の日本においては「陰毛」が猥褻の基準であったため、陰毛の透けて見えるビニ本が規制されたのに対して、陰毛の生えていない少女の陰部はむしろ猥褻ではないと考えられていたため、18歳未満の陰部が露わになったグラビアがエロ本のみならず一般誌にも普通に掲載されていた。しかし、1985年には『ロリコンランド』（白夜書房）の8号が猥褻図画頒布の容疑で摘発され、「少女のワレメも猥褻」との判断が下された。さらに、1989年に発生した連続幼女誘拐事件によってロリコンに対するバッシングが強くなり、1999年に施行された児童ポルノ禁止法（児童買春、児童ポルノに係る行為等の規制及び処罰並びに児童の保護等に関する法律）によってこの種の書籍は「児童ポルノ」とみなされて出版が禁止された。
1980年代のビニ本ブーム全盛期には、「陰毛」が見えるからと言う理由で芳賀書店の芳賀常務など多くのビニ本関係者が逮捕され、それがビニ本の衰退の一因となったが、1991年に出版された樋口可南子の写真集『Water Fruit』（撮影・篠山紀信、朝日出版社）では、ビニ本でも裏本でもない大手出版社の出版物でありながら陰毛が堂々と掲載され（ヘアヌード）、日本でついに「ヘア解禁」か、と騒がれた。

### 現在
2000年代に入るとインターネットの普及で無修正画像が見放題になり、「ビニ本」「裏本」「ヘア」といった言葉は歴史的意味しか持たなくなった。2010年代には成人向けコンテンツのネット配信の時代となり、2020年開催予定（実際の開催は2021年）の東京オリンピックを契機として、一般書店やコンビニなどの小売店では成人向け書籍の店頭販売を自ら取りやめたところも多く、「エロ本」自体が歴史的役目を終えつつある。
2015年に施行された改正児ポ法により、陰部が露わになっているかどうかにかかわらず、18歳未満が被写体となった児童ポルノの単純所持が禁止された。「販売目的の所持」だけでなく、当時のビニ本を単純に所持しているだけでも違法となり、「児童ポルノ単純所持罪」で逮捕される場合があるため、注意を要する。ネットで意外と安く売っている場合もあるが、ネットだと足が付きやすいので、手を出さない方が無難である。
かつて「ビニ本の聖地」とされた神田神保町では、2018年現在、この手の本を扱っていると神田古書店連盟に加盟することができない。現在の法律で違法となった本だけでなく、該当するかどうか解釈に論争がある時点でNGとのこと。それでもビニ本を扱う古書店が2010年代まで存在し、ネットと比べて足が付きにくいのでマニアの御用達となっていたが、2018年2月に神田神保町の湘南堂書店が児童ポルノ所持・販売の罪で摘発された。これが改正児ポ法の施行後にビニ本を扱う古書店が摘発された初の例である。
2022年5月、陰部が見える状態の「ビニ本」を販売・保管したとして、古書店のまんだらけの社長をはじめとする5人が「わいせつ図画有償頒布目的所持」（刑法175条：販売目的の所持）などの疑いで書類送検された。なお、同社は事件に際し、同社が販売しているのはあくまで「ビニ本」（販売された当時に違法とされていないもの）であり、「裏本」（当時から非合法な本）は取り扱っていないとコメントしている。

## まぎらわしいもの

### 裏本
裏本とは、違法なエロ本である。
ビニ本と裏本は同じエロ本であっても、ビニ本は法的な意味で「わいせつ物」で無かったため、書店と正規の契約を結び、店頭で合法的に販売できた。それに対し、裏本は法的に「わいせつ物」であり、頒布することが違法であるため、書籍としての正規の流通を取れず、書店などで公に販売することができなかった。が、店の人に頼むと店の裏から持ってきてくれたので「裏本」と言う。裏本は、歌舞伎町で茶色の封筒に入れられ販売されていた事から「茶封筒本」と呼ばれていた時期もあった。出回り始めた当初は、歌舞伎町などでいかにも怪しそうな人が道行く人に声をかけて売っていたが、次第に書店でこっそりと（半ば公然と）売られるようになった。
内容的には、ビニ本は性器のはっきりとした露出や性行為の結合部の写真には修正が入っており、性器は下着や半透明素材で覆われるなどして、基本的にはわいせつ物頒布等の罪に問われないように露出を抑えていた。それに対し、裏本は性器の露出や性行為が無修正のものが多かった。裏本はカラミが主であったのに対し、ビニ本は単体モデルの作品が大部分であった。
1980年代以降にビニ本がますます過激になるにしたがい、わいせつ罪で摘発されるビニ本も出てきたため、消費者側から見た場合に裏本とビニ本の区別は曖昧になり、混同されている場合もある。

### 自販機本
「自販機本」とは、書店ではなく自動販売機で販売されたエロ本である。「ビニ本」と「自販機本」は、「合法なエロ本」と言う点は同じだが、流通経路も販売チャネルも主要なメーカーも全く違う。

## 関連する文献など
南伸坊のエッセイ『さる業界の人々』（1981年）にはブーム時のビニ本業界の様子が描かれている。